# Алау (ледовый дворец)
Ледовый Дворец «Алау» — крытый конькобежный стадион в Астане, Казахстан. Спортивный комплекс, предназначенный для организации соревнований по конькобежному спорту и организации тренировок по мини-хоккею с мячом, хоккею с шайбой, шорт-треку, кёрлингу, фигурному катанию.

## Архитектура
Ледовый Дворец «Алау» расположен в левобережной части нового административного центра столицы Казахстана, в городе Астана. Общая площадь нового комплекса составляет более 65 тысяч квадратных метров. Проект комплекса разработан казахстанским архитектурным бюро «ВЛ». Архитектор: В. А. Лаптев.

## Структура
Общая полезная площадь всех блоков составляет 41 670 м², в том числе:
- Блок А ледовая арена и трибуны — 35 970 м²
- Блок Б Гостиница — 3 460 м²
- Блок В Фитнес-центр — 4 200 м²
- Блок Г Административный блок — 534 кв.м.

### Ледовая арена
Ледовая арена состоит из 400-метровой ледовой дорожки с трибунами на 7 500 мест, двух хоккейных кортов, зала судейской коллегии, зала для проведения пресс-конференций, тринадцать раздевалок для спортсменов. На ледовой арене проходят соревнования, учебно-тренировочные сборы, тренировки воспитанников ДЮСШ по конькобежному спорту, фигурному катанию, хоккею.

### Фитнес-центр
Фитнес центр «Алау» занимает южную башню дворца. На первом этаже расположено кафе и универсальный зал. 2,3 этажи вмещают кардио и силовой залы. На 4 этаже расположена Национальная Федерация Конькобежцев Казахстана.

### Гостиница
Гостиничный комплекс «Алау» занимает одну из трех башен ледового дворца. Комплекс состоит из 46 номеров.

## Спортивные соревнования
Ледовый Дворец начал свою работу в декабре 2010 года с проведения тестовых соревнований — чемпионата РК по конькобежному спорту. С 30 января по 6 февраля 2011 года в «Алау» прошли соревнования по конькобежному спорту в рамках 7-х зимних Азиатских игр. Главный результат Игр 9 рекордов Азии, установленных в ходе соревнований.

- Кубок Казахстана по конькобежному спорту 28-29 декабря 2010 года
- Кубок Казахстана по конькобежному спорту 9-10 января 2011 года
- 7-е Зимние Азиатские игры (Конькобежный спорт) 31 января — 6 февраля 2011 года
- V Зимняя спартакиада школьников и учащихся колледжей Республики Казахстан по фигурному катанию на коньках 2-6 марта 2011 года
- I Зимние молодёжные игры Республики Казахстан по фигурному катанию на коньках 2-6 марта 2011 года
- I Зимние молодёжные игры Республики Казахстан по конькобежному спорту 10-13 марта 2011 года
- Тестовые соревнования по конькобежному спорту 19 марта 2011 года
- Чемпионат Республики Казахстан по конькобежному спорту. Классическое многоборье 24-25 марта 2011 года
- Чемпионат Республики Казахстан по конькобежному спорту. Спринтерское многоборье 25-26 марта 2011 года
- Первые Молодёжные Зимние Игры Республики Казахстан по шорт-треку 12-14 апреля 2011 года
- Первенство ДЮСШ № 2 по фигурному катанию на коньках 13-14 мая 2011 года
- Чемпионат мира по дзюдо 2015 с 24 по 30 августа 2015 года.

## Достижения
По итогам результатов 7-х зимних Азиатских игр Ледовый дворец «Алау» занял 18-е место в мировом рейтинге скоростных катков мира (всего 641 позиций). Рейтинг составляется по сумме лучших результатов, показанных спортсменами на всех дистанциях. Рейтинг составляется общий как для равнинных, так и высокогорных катков.
По итогам Этапа Кубка мира 2012 года поднялся на 6-ю строчку в мировом рейтинге.
На Конгрессе горнолыжной индустрии и днях ледовых арен, состоявшемся в Ленинградской области «Алау» признан комплексом с лучшей инфраструктурой в СНГ.

## Рекорды ледовой дорожки
| Мужчины                 | Мужчины  | Мужчины                                                  | Мужчины       | Мужчины |
| Дистанция               | Время    | Конькобежец                                              | Дата          |         |
| ----------------------- | -------- | -------------------------------------------------------- | ------------- | ------- |
| 500 м                   | 34,52    | Дай Дай Нтаб                                             | 04.12.2016    |         |
| 2 x 500 метров          | 70,000   | Дзёдзи Като                                              | 31.01.2011    |         |
| 1000 м                  | 1.08,42  | Томас Крол                                               | 07.12.2019    |         |
| 1500 м                  | 1.44,91  | Нин Чжунянь                                              | 08.12.2019    |         |
| 10 000 м                | 12.50,40 | Йоррит Бергсма                                           | 02.12.2012    |         |
| Командная гонка         | 3.41.27  | Нидерланды · Йоррит Бергсма · Кун Вервей · Ян Блокхёйсен | 01.12.2012    |         |
| Спринтерское многоборье | 138,325  | Павел Кулижников                                         | 01.03.2015    |         |
| Классическое многоборье | 153,745  | Ли Сын Хун                                               | 7-8.01.2012   |         |
| Мини многоборье         | 153,115  | Андрей Пак                                               | 27-28.12.2011 |         |

| Женщины                 | Женщины | Женщины                                             | Женщины       | Женщины |
| Дистанция               | Время   | Конькобежка                                         | Дата          |         |
| ----------------------- | ------- | --------------------------------------------------- | ------------- | ------- |
| 500 м                   | 37,27   | Ли Сан Хва                                          | 29.11.2013    |         |
| 2 x 500 метров          | 76,080  | Юй Цзин                                             | 31.01.2011    |         |
| 1000 м                  | 1.14,10 | Бриттани Боу                                        | 28.02.2015    |         |
| 1500 м                  | 1.55,59 | Ивани Блонден                                       | 08.12.2019    |         |
| 3000 м                  | 4.02.90 | Мартина Сабликова                                   | 02.12.2016    |         |
| 5000 м                  | 6.54,94 | Ивани Блонден                                       | 06.12.2019    |         |
| Командная гонка         | 2.57.75 | Япония · Михо Такаги · Нана Такаги · Мисаки Осигири | 03.12.2016    |         |
| Спринтерское многоборье | 149,600 | Бриттани Боу                                        | 01.03.2015    |         |
| Классическое многоборье | 164,521 | Михо Такаги                                         | 7-8.01.2012   |         |
| Мини многоборье         | 167,978 | Татьяна Сокирко                                     | 11—12.03.2011 |         |